# Angus Hyslop
Angus Hyslop – nowozelandzki kierowca wyścigowy.

## Kariera
Hyslop rozpoczął karierę w międzynarodowych wyścigach samochodowych w 1961 roku od startów w wyścigach Lady Wigram Trophy oraz Grand Prix Nowej Zelandii, w których uplasował się odpowiednio na trzeciej i dziesiątej pozycji. W tym samym roku odniósł zwycięstwo w klasie S 850 24-godzinnym wyścigu Le Mans. W późniejszych latach Nowozelandczyk pojawiał się także w stawce Sandown Park International, Lakeside International, Warwick Farm 100, Australijskiej Formuły 1 oraz New Zealand Gold Star Championship.